# تدفق الإشعاع
تدفق الإشعاع هو قياس كمية الإشعاع التي يتلقاها كائن من مصدر معين. يمكن أن يكون هذا أي نوع من الإشعاع ، بما في ذلك الكهرومغناطيسية والصوت والجسيمات من مصدر مشع.
Φ = L 4 4nr2 هو تدفق الإشعاع ، L هو الضياء ، أو إجمالي خرج الطاقة للمصدر ، و r هي المسافة من مصدر الإشعاع. وحدات تدفق الإشعاع هي W * m-2 (واط لكل متر مربع) ، أو kg·s−3 (كجم في الثانية ، في الثانية ، في الثانية).
كثافة تدفق الإشعاع هي مقياس ذي صلة يأخذ في الاعتبار المنطقة التي يمر بها تدفق الإشعاع ، ويعرف بأنه التدفق مقسوما على المنطقة التي يمر بها. تعرف كثافة تدفق الإشعاع أيضا باسم الشدة حيث i = L⁄4nr2.

## قراءة معمقة
- "Radiation flux. EEA Glossary. European Environment Agency. Retrieved 2007-10-19.